# Basilepta fulvescens
Basilepta fulvescens là một loài bọ cánh cứng trong họ Chrysomelidae. Loài này được Eroshkina miêu tả khoa học năm 1997.